# Министерство высшего образования и научных исследований Франции
Министерство высшего образования и научных исследований Франции — орган правительства Франции, который осуществляет надзор за университетским уровнем образования и научными исследованиями. Министерство имеет свой головной офис в 5-м округе Парижа.